# Czubnik siarkowy
Czubnik siarkowy (Leucocoprinus straminellus (Bagl.) Narducci & Caroti) – gatunek grzybów z rodziny pieczarkowatych (Agaricaceae).

## Systematyka i nazewnictwo
Pozycja w klasyfikacji według Index Fungorum: Leucocoprinus, Agaricaceae, Agaricales, Agaricomycetidae, Agaricomycetes, Agaricomycotina, Basidiomycota, Fungi.
Gatunek ten po raz pierwszy opisał w 1865 r. Francesco Baglietto, nadając mu nazwę Agaricus straminellus. Obecną, uznaną przez Indeks Fungorum nazwę nadali mu Roberto Nardicci i Vincenzo Caroti w 1995 r.
Ma 19 synonimów. Niektóre z nich:
- Lepiota denudata Sacc. 1887
- Leucocoprinus denudatus (Sacc.) Singer 1951
- Leucocoprinus straminellus var. albus (Joss.) Migl. & Rava 1999
- Leucocoprinus straminellus var. rubrus Roshi Sharma & Y.P. Sharma 2017[2].

Franciszek Błoński w 1996 r. podał polską nazwę czubajka obnażona, Władysław Wojewoda w 2003 r. zarekomendował nazwę czubnik siarkowy.

## Morfologia
Kapelusz
O średnicy 1,5–2,5 cm, początkowo jajowaty lub dzwonkowaty, potem wypukły lub prawie płaski, ale z garbkiem. Powierzchnia białawo-żółta z ciemniejszym, żółtym środkiem. Brzeg prążkowany.
Blaszki
Wolne, z międzyblaszkami, rzadkie, białokremowe.
Trzon
Wysokość 2,5–4 cm, o bulwiastej podstawie, ku górze zwężający się, w górnej części z pierścieniem, ale szybko zanikającym.
Miąższ
Białawy do bladożółtego, bez wyraźnego zapachu i smaku.
Wysyp zarodników
Biały.
Zarodniki
Elipsoidalne do kulistych i gładkie, dekstrynoidalne,5–6 × 4–4,5 μm.
Gatunki podobne
Najbardziej podobny jest powszechnie występujący czubnik cytrynowy (Leucocoprinus birnbaumii), ale czubnik siarkowy jest mniejszy i ma jaśniejszy odcień żółtego z mniejszymi zarodnikami pozbawionymi por rostkowych.

## Występowanie i siedlisko
Podano jego występowanie w Ameryce Północnej, Europie i na Nowej Zelandii. W Polsce do 2003 r. znane było tylko jedno stanowisko podane przez Stanisława Chełchowskiego w 1888 r. w Ogrodzie Botanicznym Uniwersytetu Warszawskiego (jako Agaricus dendatus  var. varsaviensis). W późniejszych latach podano nowe stanowiska.
Naziemny grzyb saprotroficzny. Podobnie jak inne gatunki Leucocoprinus prawdopodobnie pochodzi z klimatu tropikalnego, ale rozprzestrzenił się wraz z uprawianymi gatunkami roślin sprowadzanymi z tych krajów i obecnie jest spotykany w szklarniach i stosach kompostu w wielu krajach.